# Sarliac-sur-l'Isle
Sarliac-sur-l'Isle è un comune francese di 1 050 abitanti situato nel dipartimento della Dordogna nella regione della Nuova Aquitania.

## Società

### Evoluzione demografica
Abitanti censiti